# FDP-Bundesparteitag 2002
Koordinaten: 49° 29′ 5″ N, 8° 28′ 38″ O

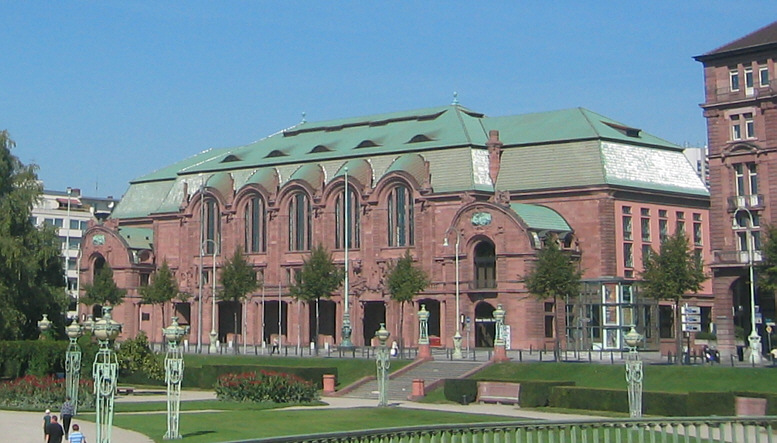
Mannheim Rosengarten, 2003

Den Bundesparteitag der FDP 2002 hielt die FDP vom 10. bis 12. Mai 2002 in Mannheim ab. Es handelte sich um den 53. ordentlichen Bundesparteitag der FDP in der Bundesrepublik Deutschland.

## Beschlüsse und Verlauf
Wichtigster Tagesordnungspunkt war die Verabschiedung des „Bürgerprogramms 2002“ zur Bundestagswahl. Außerdem wurde über einen eigenen Kanzlerkandidaten der FDP gesprochen, und es wurden Neufassungen der Schiedsgerichtsordnung sowie der Finanz- und Beitragsordnung beschlossen.
Die Ansprachen am ersten Tag hielten die Ehrenvorsitzenden Hans-Dietrich Genscher und Otto Graf Lambsdorff, Generalsekretärin Cornelia Pieper und Rainer Brüderle. Am zweiten Tag folgten der FDP-Fraktionsvorsitzende Wolfgang Gerhardt, Jürgen W. Möllemann und der Parteivorsitzende Guido Westerwelle.